# Elisa Lindström
Eva Elisa Lindström, under en period Lindström Frykén, född 24 april 1991 i Töreboda i dåvarande Skaraborgs län, är en svensk sångerska och trumpetare som verkar inom genrerna pop, country och dansbandsmusik. Hon är sångerska i det svenska dansbandet Elisa's, som har haft ett flertal framgångar tillsammans och vunnit bland annat Dansbandskampen 2010, tagit hem två Grammisar för Årets Dansband och placerat sig på Svensktoppen flera gånger.

## Biografi
Elisa Lindström har tilldelats Guldklaven i kategorin Årets Sångerska tre gånger under åren 2011, 2012 och 2014. Hon ställde även upp som körledare för kören från Töreboda i Körslaget 2013 och vann tävlingen. Hon deltog som soloartist i Melodifestivalen 2014 med bidraget "Casanova", där hon slutade på en femteplats i den första deltävlingen, och därmed inte gick vidare i tävlingen. Några år senare deltog hon i Let's Dance 2016, och tog hem segern med sin danspartner Yvo Eussen. 2017 ledde hon Bingolottos uppesittarkväll i TV4 tillsammans med Lotta Engberg. Under hösten 2017 och våren 2018 spelade hon huvudrollen Maria i den kritikerrosade uppsättningen av The Sound of Music på Nöjesteatern i Malmö. Lindström medverkade även i Christmas Night både 2018 och 2019 tillsammans med artister som Magnus Carlsson och Tommy Nilsson samt begav sig ut på en sommarturné i Sverige under 2019. Under 2020 kammade hon hem en tredjeplats i tv-programmet Stjärnornas Stjärna.
År 2018 medverkade Lindström i SVT:s tv-program Det stora racet. I samband med sin medverkan i programmet släppte Lindström singeln "Lyckligt Folk" vid årets slut. Julalbumet i folkviseton, "Nu glittrar trädens kronor", kom ut under vintern 2018. Utöver julalbumet har Elisa släppt två stycken studioalbum som soloartist, "Leva" (2014) och "Roses In The Rain" (2017).
Lindström deltog med bidraget "Den du är" i Melodifestivalen 2021. Låten är skriven av Bobby Ljunggren, Ingela Pling Forsman och Elisa Lindström själv. Låten blev utslagen i den tredje deltävlingen.
Hösten 2023 medverkade Lindström i musikalen De' e' det här vi kallar kärlek.
Lindström deltog i den första deltävlingen av Melodifestivalen 2024 i Malmö med bidraget "Forever Yours". Bidraget gick vidare till finalkvalet.

## Privatliv
Lindström är bosatt på en gård i utkanten av Mariestad. Hon var mellan åren 2018 och 2021 gift med Markus Frykén (gitarristen i hennes tidigare dansband Elisa's), och har tillsammans med honom en dotter, född 2019. Kort efter separationen och skilsmässan från Frykén, så inledde Lindström en relation med sin gamla barndomsvän Gustav Lindqvist, och i juli 2025 släpptes nyheten att paret väntade sitt första gemensamma (och Lindströms andra) barn tillsammans.

## Diskografi

### Soloalbum
- 2014 – Leva
- 2017 – Roses In The Rain
- 2018 – Nu glittrar trädens kronor

### Singlar
- 2014 – Casanova
- 2014 – Bereden väg för Herran
- 2016 – Finns det någon annan nu (feat. Arvingarna)
- 2016 – Fernando
- 2017 – Juldagsmorgon
- 2018 – Lyckligt folk
- 2020 – Ditt hjärta i min hand
- 2020 – Irmas visa
- 2021 – Den du är

## Utmärkelser
- 2011: Guldklaven för årets sångerska.
- 2012: Guldklaven för årets sångerska.
- 2014: Guldklaven för årets sångerska.

## Nomineringar
- 2013: Guldklaven för årets sångerska.

## Teater

### Roller
| År   | Roll  | Produktion                                                                 | Regi          | Teater       |
| ---- | ----- | -------------------------------------------------------------------------- | ------------- | ------------ |
| 2023 | Bella | De’ e’ det här vi kallar kärlek Monica Forsberg och Ingela ”Pling” Forsman | Hans Marklund | Nöjesteatern |
| 2024 | Bella | De’ e’ det här vi kallar kärlek Monica Forsberg och Ingela ”Pling” Forsman | Hans Marklund | Göta Lejon   |